# Wonderstruck
Wonderstruck (bra: Sem Fôlego; prt: Wonderstruck: O Museu das Maravilhas) é um filme de drama estadunidense de 2017 dirigido e escrito por Todd Haynes. Protagonizado por Oakes Fegley e Julianne Moore, estreou no Festival de Cannes 2017, no qual competiu para a Palm d'Or.

## Elenco
- Oakes Fegley - Ben
- Julianne Moore - Lillian Mayhew
- Michelle Williams - Elaine
- Millicent Simmonds - Rose
- Amy Hargreaves - Jenny
- Morgan Turner - Janet
- Jaden Michael - Jamie

## Recepção
Wonderstruck foi recebido com uma ovação de três minutos após sua estreia no Festival de Cinema de Cannes de 2017. No agregador de críticas Rotten Tomatoes, o filme tem uma classificação de aprovação de 69% com base em 220 resenhas, com uma classificação média de 6,67 / 10. O consenso crítico do site diz: "Os esforços de Wonderstruck para conciliar linhas do tempo e mudanças tonais nem sempre são suaves, mas o resultado final ainda acrescenta uma jornada emocional cujas emoções visuais correspondem ao seu título." No Metacritic, o filme tem uma pontuação média ponderada de 71 de 100, com base em 44 críticos, indicando "avaliações geralmente favoráveis".